# Литтл, Маккензи
Маккензи Литтл (англ. Mackenzie Little; род. 22 декабря 1996, Рочестер, Миннесота) — австралийская легкоатлетка, специалистка по метанию копья. Бронзовый призёр чемпионата мира 2023 года, серебряный призёр Игр Содружества 2022 года, участница летних Олимпийских игр 2020 года в Токио.

## Биография
Маккензи Литтл родилась 22 декабря 1996 года. Она занимлась многими видами спорта, включая футбол, софтбол, водное поло и хоккей. На седьмом курсе женского колледжа лона провела первую тренировку по метанию копья.
Будучи подростком, Литтл соревновалась в метании копья, в беге на 400 метров с барьерами и семиборье. В возрасте 15 лет она уже метала копье за пятидесятиметровую отметку. В 2013 году Литтл выступила на молодежном чемпионате мира в Украине. Она выиграла золото. В 2014 году в возрасте 17 лет она метнула копьё на 57,60 метров. 
В 2019 году завершила обучение в Стэнфордском университете, где получила степень бакалавра наук в области анатомии. За время учебы в университете она выиграла два титула NCAA в метании копья и улучшила свой результат до 60,36 метров.
Вернувшись в Австралию в 2019 году, Литтл поступила на медицинский факультет Сиднейского университета, а также отлично начала сезон 2020/21 годов, установив личный рекорд - 61,42 метров. 
В 2021 году приняла участие в летних Олимпийских играх в Токио. В метании копья она заняла итоговое восьмое место с результатом 59,96 метров. 
В 2022 году на мировом чемпионате в США она метнула копье к отметке 63,22 метра и стала пятой. На Играх Содружества в Бирмингеме она завоевала серебряную медаль с результатом 64,27 метра. 
На чемпионате мира 2023 года, который состоялся в Будапеште, австралийская спортсменка стала бронзовой медалисткой с результатом 63,38 метра. 